# Communauté de communes Conques-Marcillac
Die Communauté de communes Conques-Marcillac ist ein französischer Gemeindeverband mit der Rechtsform einer Communauté de communes im Département Aveyron in der Region Okzitanien. Sie wurde am 27. Dezember 1996 gegründet und umfasst zwölf Gemeinden. Der Verwaltungssitz befindet sich im Ort Marcillac-Vallon.

## Mitgliedsgemeinden
| Gemeinde                                 | Einwohner 1. Januar 2022 | Fläche km² | Dichte Einw./km² | Code INSEE | Postleitzahl |
| ---------------------------------------- | ------------------------ | ---------- | ---------------- | ---------- | ------------ |
| Clairvaux-d’Aveyron                      | 1.154                    | 25,14      | 46               | 12066      | 12330        |
| Conques-en-Rouergue                      | 1.555                    | 106,23     | 15               | 12076      | 12320        |
| Marcillac-Vallon                         | 1.714                    | 14,59      | 117              | 12138      | 12330        |
| Mouret                                   | 558                      | 31,61      | 18               | 12161      | 12330        |
| Muret-le-Château                         | 365                      | 14,98      | 24               | 12165      | 12330        |
| Nauviale                                 | 591                      | 26,19      | 23               | 12171      | 12330        |
| Pruines                                  | 287                      | 18,88      | 15               | 12193      | 12320        |
| Saint-Christophe-Vallon                  | 1.181                    | 23,22      | 51               | 12215      | 12330        |
| Saint-Félix-de-Lunel                     | 384                      | 18,98      | 20               | 12221      | 12320        |
| Salles-la-Source                         | 2.313                    | 78,03      | 30               | 12254      | 12330        |
| Sénergues                                | 424                      | 44,90      | 9                | 12268      | 12320        |
| Valady                                   | 1.617                    | 15,51      | 104              | 12288      | 12330        |
| Communauté de communes Conques-Marcillac | 12.143                   | 418,26     | 29               | –          | –            |